# Strange Magic
Strange Magic è un film d'animazione del 2015 diretto da Gary Rydstrom.
La pellicola è prodotta in CGI da Lucasfilm con la collaborazione di Lucasfilm Animation Singapore e Industrial Light & Magic. La sceneggiatura è scritta da David Berenbaum, Irene Mecchi e Gary Rydstrom da un soggetto di George Lucas ispirato a Sogno di una notte di mezza estate di William Shakespeare.

## Trama
Marianne è la principessa del Regno delle Fate, che confina con la Foresta Oscura, separato da esso solo da una siepe di Primule, fiori ritenuti magici e pericolosi, perché costituiscono l'ingrediente principale per poter preparare un filtro d'amore potentissimo. Dolce ed innamorata del suo bel fidanzato perfetto, Roland, Marianne è in procinto di sposarlo, vivendo immersa in un mondo ai suoi occhi roseo e idilliaco, con la benedizione del Re suo padre e di sua sorella Alba, più giovane e frivola. Purtroppo la principessa scopre che il suo fidanzato non è poi così perfetto, anzi la tradisce, essendo interessato non tanto a lei quanto alla possibilità di avere un'armata tutta sua che otterrebbe una volta sposata la protagonista e diventato Re delle Fate.
Marianne disdice le nozze trovando dentro di se una ragazza forte, decisa e tenace: nei giorni seguenti comincia ad allenarsi per diventare una brava spadaccina, rifiutando con forza l'amore che ora giudica una debolezza e decidendo di prendersi cura della sorella più giovane; Alba invece anela a quel sentimento, ma corteggia tutte le fate che incontra e si dedica al divertimento con l'amico elfo Sunny. Controvoglia, Marianne accetta di mantenere il suo ruolo di figlia primogenita del Re delle Fate e partecipa a ricevimenti e balli: in uno di questi, il padre fa in modo che rincontri Roland, apparentemente pentito del proprio errore, sicuro che sia un buon partito per la maggiore delle proprie figlie. Ma Marianne, ormai indurita dalla delusione ricevuta, lo rifiuta, sfidandolo a duello e battendolo, dimostrando a tutti i presenti la propria indipendenza. Nel frattempo Sunny viene notato da Roland che capisce quanto l'elfo sia innamorato di Alba e decide di approfittarsi di ciò per vendicarsi dello smacco appena ricevuto: gli fa credere e che, una volta recuperato il filtro d'amore a base di primule, lo dividerà con lui così che entrambi possano far invaghire di sé le due principesse.
Sunny, timido per natura, si lascia convincere e parte alla volta della Foresta Oscura, alla ricerca di un petalo di primula, l'ingrediente fondamentale per la preparazione del filtro. Al confine che separa le due terre, scopre con sgomento che i Goblin hanno distrutto ogni fiore esistente ma, con un colpo di fortuna, riesce a trovare un ultimo petalo di quel magico fiore. Raccoltolo, Sunny si incammina nella Foresta Oscura, alla ricerca del palazzo del Re Palude dove si dice sia tenuta prigioniera la Fata Dolceprugna che è la sola in grado di preparare la famosa e pericolosa pozione. Strada facendo incontra uno spiritello che lo accompagna fino alla meta di quella ricerca. Una volta riuscito a penetrare di nascosto nella fortezza, Sunny trova la Fata Dolceprugna, una creatura di luce dal carattere stravagante che, in cambio della libertà, gli consegna una bottiglietta della preziosa pozione, spiegandogli come utilizzarla e le pericolose controindicazioni che essa può avere, avvisandolo inoltre di non lasciarsi imbrogliare dallo spiritello che lo ha aiutato, poiché quelle creature si divertono a spargere su tutte le creature del bosco, creando parecchi guai. Nel frattempo, nella stanza del trono, il Re Palude sta discutendo con la madre Griselda che lo vorrebbe vedere felicemente innamorato: la Goblin ignora il motivo per cui il figlio odi tanto quel sentimento, il quale accusa come responsabile la Fata Dolceprugna non sopportando la presenza dell'amore nella Foresta Oscura, e cerca insistentemente una fidanzata perfetta per lui.
Sunny libera la fata, ma il Re Palude ordina ai propri sottoposti di non lasciarla fuggire e, dopo una rocambolesca fuga, l'elfo riesce a scappare aiutato dal folletto mentre la Fata Dolceprugna viene nuovamente catturata e rinchiusa nella sua prigione fatta di ragnatele magiche. Sunny fa ritorno nel Regno delle Fate in tempo per partecipare al Ballo degli Elfi, ignorando il fatto che anche il Re Palude abbia deciso di seguirlo e di attaccare quella notte stessa per recuperare e distruggere la pozione. Ignaro del pericolo e più concentrato sulla propria sete di potere, Roland si prepara ad usare il filtro magico su Marianne, ma il suo piano viene stravolto dall'arrivo del folletto che, nella foga di recuperare la pozione, ne rovescia una parte negli occhi di Alba.
La giovane principessa però non fa in tempo a riaprire gli occhi per vedere Sunny, com'era stato deciso dall'elfo stesso e da Roland, poiché viene catturata e rinchiusa in un sacco da un guerriero dell'esercito del Re Palude che attacca proprio in quel momento: quindi quest'ultimo dà tempo a Marianne fino al tramonto della luna per consegnargli la pozione d'amore in cambio della sorella. Roland, per evitare di essere giudicato colpevole e approfittare della situazione così da ottenere finalmente una sua armata che guiderà alla volta della Foresta Oscura per salvare Alba, fa ricadere tutta la colpa su Sunny, che quindi Marianne lancia alla ricerca del folletto, per poter così recuperare la pozione e portarla al castello del Re Palude; la maggiore delle principesse invece si dirige direttamente sul luogo per salvare la sorella. Nel frattempo, nella Foresta Oscura, Alba viene liberata dal sacco per poter essere rinchiusa nelle prigioni, ma non appena apre gli occhi la pozione fa effetto e la giovane principessa si innamora perdutamente della prima persona su cui posa lo sguardo, ossia il Re Palude, iniziando così a dimostrargli, del tutto ingenuamente sincera, il suo amore. Quest'ultimo, disturbato dal continuo cantare d'amore della giovane principessa e non riuscendo nemmeno con le minacce ad ottenere l'antidoto dalla Fata Dolceprugna, decide di andare dalla sua prigioniera e, nonostante sia restio a quel sentimento e pur sapendo che quel comportamento è dovuto alla pozione, rimane stupito dall'amore che vede in Alba, avendo così per lei delle attenzioni particolari che non aveva riservato a nessuno prima di allora. Sunny intanto riesce a recuperare dal folletto la preziosa bottiglietta e si unisce all'armata di Roland, dirigendosi assieme a loro, in una fin troppo lenta marcia, verso il castello del Re Palude così da consegnare la pozione.
Marianne giunge prima alla fortezza e si slancia d'impeto contro il sovrano per salvare la propria sorellina, utilizzando tutte le tecniche di combattimento apprese, sfiancando se stessa ed il proprio avversario che si dimostra alla sua altezza di guerriera. Alla fine, troppo stremati per continuare a combattere e rendendosi conto dal canto che proviene dalle prigioni che Alba si è risvegliata, il Re Palude e Marianne decidono per una tregua e si recano nelle segrete dove il malvagio sovrano spiega alla maggiore delle due principesse come mai la sorella minore si sia innamorata di lui. Marianne scopre così della pozione magica: Alba non ha nessuna intenzione di tornare a casa con lei, e, sconvolta, la principessa, col suo carattere volitivo, ordina al Re Palude di darle l'antidoto venendo così a scoprire che nemmeno lui lo possiede per colpa della Fata Dolceprugna che si rifiuta di consegnarglielo. Recatisi da quest'ultima, Marianne scopre che tutto ciò che essa vuole in cambio dell'antidoto è di poter raccontare di un "fatidico giorno", del quale il Re della Palude pare vergognarsi molto.
Alla fine la Fata Dolceprugna cede di fronte all'amore sincero che lega la maggiore delle due principesse alla sorella vittima della pozione e decide di accontentarla; nel frattempo Griselda, convinta che Marianne sia la compagna adatta per il proprio figlio, prepara per i due una cena palesemente romantica durante la quale i due scoprono di avere in comune, oltre all'abilità nel combattimento ed alla tenacia e resistenza in battaglia, anche uno spiccato disprezzo per tutto quello che riguarda l'amore, ritenendolo entrambi inutile e deleterio. Infine la Fata Dolceprugna decide di svelare loro la soluzione in cambio della libertà, ottenendola e riuscendo finalmente a raccontare di "quel fatidico giorno" che l'ha fatta catturare e rendere prigioniera dal Re Palude: innamoratosi perdutamente di una Goblin, quest'ultimo aveva chiesto alla Fata di preparargli una pozione d'amore perché la creatura lo ricambiasse, ma il filtro non aveva funzionato. Affranto e convinto che la colpa dell'accaduto stesse nel suo orribile aspetto esteriore, troppo brutto perfino per una pozione d'amore, il Re Palude aveva fatto rinchiudere la Fata e ordinato di distruggere tutti i petali al fine di non far mai più preparare quell'intruglio.
Solo una volta liberata, la Fata riesce a spiegargli quello che non poté dire a suo tempo: il filtro non funzionò non per colpa del Re, ma perché la Goblin era già innamorata di qualcun altro. E proprio quello è l'antidoto per la pozione: un amore sincero che non sia manipolato dalla magia. Marianne è demoralizzata perché sa che sua sorella non è mai stata realmente innamorata di nessuno. Si confida con il Re Palude, ritrovandosi consapevole forse solo in quel momento dell'errore che avrebbe commesso sposando Roland il quale, in effetti, era semplicemente un vanesio innamorato più di se stesso e del potere che di lei. I due nemici ormai giunti ad un armistizio, decidono di andare a rinfrescarsi le idee in attesa di capire come fare a far rinsavire Alba e mentre, complice la notte e la consapevolezza di ritrovarsi più simili che differenti, salgono timidamente in superficie sentimenti che entrambi si erano negati per molto tempo, si accorgono che alle porte del castello è giunta l'armata delle Fate pronta ad attaccare, capitanata da un Roland deciso a riprendersi Alba e anche Marianne, a cui vuole ancora somministrare la pozione magica. Il Re Palude, ormai quasi in procinto di cedere ai suoi sentimenti, accusa con rabbia la principessa di averlo volutamente distratto e di aver architettato quel momento di confidenza solo per allontanarlo dal proprio castello rendendo il proprio regno e se stesso vulnerabili. Marianne a sua volta si sente sciocca e ferita nel vedere che il suo non sapere nulla di quell'attacco non viene creduto, dando fine anche lei a quella tregua e preparandosi a salvare ad ogni costo sua sorella. Una volta giunto nella sala del trono, seguito da Marianne, il Re Palude scopre che Roland è il ragazzo che aveva ferito la principessa e viene colto di sorpresa quando si accorge che egli, invece di consegnare a lui la pozione magica, vuole utilizzarla su Marianne. Infuriato per il mancato mantenimento del patto, attacca Roland, evitando così che la maggiore delle principesse venga colpita dall'incantesimo d'amore. Nel frattempo Sunny riesce a liberare tutti i prigionieri poco prima che il castello venga preso d'assalto dall'esercito di Roland.
L'elfo, i prigionieri, i guerrieri di entrambe le fazioni, Griselda e la Fata Dolceprugna riescono a mettersi in salvo fuggendo dal castello che sta crollando, mentre Roland cattura Marianne per portarla in un posto isolato dove finalmente potrà spargerle sugli occhi il filtro d'amore ottenendo così ciò che desidera, ossia il posto assicurato come futuro Re delle Fate, mentre Alba rimane con il Re Palude che decide di portarla in salvo il prima possibile e poi di andare a cercare Marianne, prima che il castello frani del tutto. La maggiore delle sorelle riesce però a liberarsi da sola di Roland e si slancia velocemente verso il sovrano della Foresta Oscura che, un istante prima di venire schiacciato dalle macerie del proprio castello, con un ultimo atto di coraggio, pone tra le braccia di Marianne la sorella minore, finendo poi nel precipizio. Una volta che tutti si ritrovano in salvo, Alba riesce a rincontrare Sunny e ad aprire finalmente gli occhi, liberandosi così dall'incantesimo che la teneva legata al Re Palude, capendo che non era lei ad esserne innamorata, ma la sorella maggiore. Fortunatamente quest'ultimo sopravvive alla caduta, e proprio mentre si sta avvicinando a Marianne lei viene colpita dalla pozione d'amore da Roland. Ma essa non ha effetto sulla principessa perché già innamorata di un'altra persona. Finalmente Marianne e il Re Palude hanno la loro occasione per dichiarare l'uno all'altra ed a se stessi i propri sentimenti e scambiarsi un bacio.

## Colonna sonora
1. Evan Rachel Wood & Sam Palladio – Can't Help Falling in Love / Crazy in Love – 2:53
2. Evan Rachel Wood – I'll Never Fall in Love Again – 2:48
3. Elijah Kelley & Meredith Anne Bull – Three Little Birds – 2:46
4. Marius De Vries – I Wanna Dance with Somebody (Who Loves Me) – 1:00
5. Sam Palladio and Evan Rachel Wood – C'mon Marianne / Stronger (What Doesn't Kill You) – 3:32
6. Alan Cumming – Trouble – 2:32
7. Kristin Chenoweth – Love Is Strange – 2:53
8. Elijah Kelley – Say Hello to Sunshine – 3:04
9. Alan Cumming – Mistreated – 2:30
10. Meredith Anne Bull – I Can't Help Myself (Sugar Pie Honey Bunch) – 3:05
11. Evan Rachel Wood e Alan Cumming – Straight On – 3:05
12. Evan Rachel Wood e Alan Cumming – Strange Magic – 4:15
13. Meredith Anne Bull, Maya Rudolph, Evan Rachel Wood e Alan Cumming – Tell Him – 3:39

Durata totale: 38:02

## Distribuzione
Il film è stato distribuito nelle sale cinematografiche statunitensi il 23 gennaio 2015, mentre in Italia è stato trasmesso il 4 ottobre 2015 su Sky Cinema 1 e in seguito pubblicato direttamente in home video.

## Accoglienza

### Incassi
Il film ha incassato 13,6 milioni di dollari americani.

### Critica
Su Rotten Tomatoes ha una percentuale di gradimento del 19% basato su 59 recensioni, con un voto medio di 3,8 su 10. Su Metacritic ha un punteggio di 25 su 100, basato su 20 critici, che indica "recensioni generalmente sfavorevoli". Secondo CinemaScore il pubblico ha dato al film un voto di "B-" su una scala da A+ a F.